# شیخ تیوته
شیخ اسماعیل تیوته (فرانسوی: Cheick Ismaël Tioté‎؛ زاده ۲۱ ژوئن ۱۹۸۶ - درگذشته ۵ ژوئن ۲۰۱۷) بازیکن فوتبال اهل ساحل عاج بود که به عنوان هافبک دفاعی بازی می‌کرد.
وی همچنین بین سال‌های ۲۰۰۹ تا ۲۰۱۵، ۵۲ بار برای تیم ملی فوتبال ساحل عاج به میدان رفت و یک گل به ثمر رساند. او با این تیم در دو جام جهانی فوتبال و چهار جام ملت‌های آفریقا بازی کرد که سرانجام در سال ۲۰۱۵ موفق به کسب آن شد.
تیوته در روز ۵ ژوئن ۲۰۱۷ پس از بیهوشی در تمرینات بجینگ اینترپرایزز به بیمارستان منتقل شد اما در راه بیمارستان درگذشت.

## زندگی شخصی
تیوته یک مسلمان مذهبی بود. در ماه رمضان هم روزه می‌گرفت.
در مه ۲۰۱۱، خودروی او به دلیل جرائم اتومبیلی توقیف شد.

## مرگ
در روز ۵ ژوئن ۲۰۱۷ تیوته پس از ایست قلبی احتمالی در تمرین درگذشت. دمبا با از نخستین کسانی بود که در شبکه‌های اجتماعی از وی یاد کرد، و کمی بعد دیگر هم‌تیمی‌های سابق او در نیوکاسل از او پیروی کردند. رافائل بنیتز مربی سابق او در نیوکاسل او را یک «حرفه‌ای واقعی» نامید و آلن پاردیو دیگر مربی وی، او را به مانند «چیزی که شما به عنوان بازیکن نیوکاسل می‌خواهید» توصیف کرد. استیو مک‌کلارن مربی او در دو تیم توئنته و نیوکاسل از او به عنوان سخت‌ترین بازیکنی که دیده‌است، یاد کرد.
در ۱۳ ژوئن، مراسم یادبود او در پکن برگزار شد و تمامی هم‌تیمی‌هایش در بیجینگ انترپرایز و پاپیس سیسه که با او در نیوکاسل هم‌تیمی بود در آن حضور یافتند.

## افتخارات

### باشگاهی
اندرلشت
- لیگ برتر فوتبال بلژیک: ۰۶–۲۰۰۵، ۰۷–۲۰۰۶
- سوپر جام فوتبال بلژیک: ۲۰۰۶

توئنته
- لیگ برتر فوتبال هلند: ۱۰–۲۰۰۹
- سوپر جام فوتبال هلند: ۲۰۱۰[۱۵]

### ملی
ساحل عاج
- جام ملت‌های آفریقا: ۲۰۱۵